# Forcipomyia platensis
Forcipomyia platensis är en tvåvingeart som först beskrevs av Juan Brèthes 1914.  Forcipomyia platensis ingår i släktet Forcipomyia och familjen svidknott. Inga underarter finns listade i Catalogue of Life.